# Wapen van Laos
Het wapen van Laos toont de boeddhistische tempel van Pha That Luang in Vientiane, die in Laos als een nationaal symbool wordt gezien. Verder staat er op het wapen een dam (de waterkrachtcentrale van Nam Ngun), een asfaltweg en een bewaterd veld. Onderin staat een tandwiel als symbool van de industrie. Op het wapen staan twee inscripties: links "Vrede, Onafhankelijkheid, Democratie" en rechts "Eenheid en Welvaart".
In het begin van de jaren negentig was het wapen aangepast. Sinds 1975 was een ander, meer communistisch, wapen in gebruik. Dit toonde een communistische rode ster en een hamer en sikkel in plaats van de tempel. Dat wapen was de opvolger van een wapen dat sinds 1949 in gebruik was toen het land nog een koninkrijk was. Dat wapen toonde, net als de toenmalige vlag van Laos, een witte koninklijke olifant.
Afghanistan · Armenië · Azerbeidzjan · Bahrein · Bangladesh · Bhutan · Brunei · Cambodja · China: Volksrepubliek / Republiek (Taiwan) · Cyprus · Filipijnen · Georgië · India · Indonesië · Irak · Iran · Israël · Japan · Jemen · Jordanië · Kazachstan · Kirgizië · Koeweit · Laos · Libanon · Malediven · Maleisië · Mongolië · Myanmar · Nepal · Noord-Korea · Oezbekistan · Oman · Oost-Timor · Pakistan · Palestina · Qatar · Rusland · Saoedi-Arabië · Singapore · Sri Lanka · Syrië · Tadzjikistan · Thailand · Turkmenistan · Turkije · Verenigde Arabische Emiraten · Vietnam · Zuid-Korea

Afhankelijke gebieden: Hongkong · Macau

Betwiste gebieden: Noord-Cyprus